# Виставка сил спеціальних операцій
Виставка та конференція сил спеціальних операцій (SOFEX) — це виставка з питань оборони, безпеки та озброєнь, що проводиться в столиці Йорданії. Виставка проходить під патронатом короля Йорданії Абдалли II, а організація здійснюється за підтримки збройних сил Йорданії.

## Історія
Виставка SOFEX була заснована в 1996 році королем Абдаллою II та проводиться кожні два роки на авіабазі ВПС Йорданії імені короля Абдалли I під патронатом принца Фейсала бін Аль Хусейна. Обладнання, технології та послуги представлені міжнародній аудиторії на площі понад 75 000 квадратних метрів. Особливу увагу на виставці приділено внутрішній безпеці та спецназу, а також рішенням від міжнародних експонентів. Чотириденна виставка розпочинається конференцією в перший день, а також семінарами на тему боротьби з тероризмом і суміжними темами. У 2008 році виставка зібрала понад 12 000 відвідувачів, 319 експонентів з 34 країн, 380 індивідуальних делегатів з безпекових, військових і урядових кіл і 101 делегацію з 58 країн. У 2012 році щоденні заходи були організовані спільно з всесвітньо відомою організацією Janes IHS.

## Відомі дати виставок та додаткова інформація

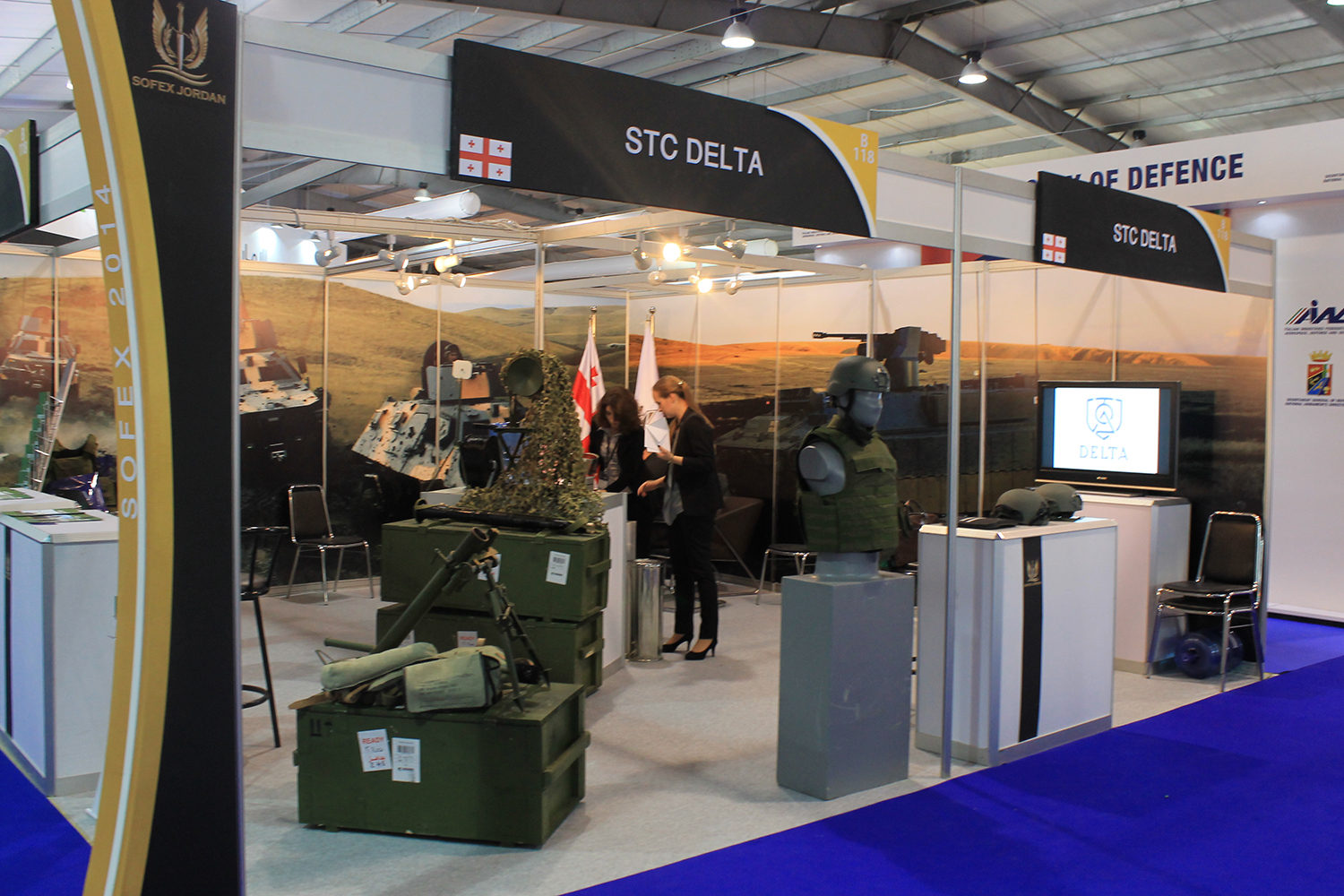
Виставковий стенд НТЦ Дельта на SOFEX 2014

- 2012 з 7 по 10 травня[4] та список експонентів[5] а також звіт для преси dailymail.co.uk[6]
- 2014 рік і список експонентів за 2014 рік[7] а також звіт про виставку від Janes[8]
- 2016 та список учасників з 2016[9]
- 2018 з 7 по 10 травня[10][11] зі спеціальною виставкою «Асоціації армії США»[12]